# 22 Comae Berenices
22 Comae Berenices är en vit stjärna i huvudserien i stjärnbilden Berenikes hår. Stjärnan är av visuell magnitud +6,24 och knappt synlig för blotta ögat vid god seeing. 22 Com är den sjunde bland de ljusstarkaste stjärnorna i Comahopen, Melotte 111. Den befinner sig på ett avstånd av ungefär 290 ljusår.